# Арсов, Люпчо
Лю́пчо А́рсов (макед. Љупчо Арсов; 19 мая 1910 года, Штип, Османская империя — 18 ноября 1986 года, Скопье, СФРЮ) — македонский национальный герой, революционер, государственный деятель.

## Биография
Люпчо Арсов в 1932 году окончил Высшую экономическую школу в Загребе, затем работал служащим в Ипотечном банке в Белграде. Ещё во время учёбы в Загребе вступил в молодёжное революционное движение, а в 1940-х годах стал членом коммунистической партии Югославии.
После оккупации в 1941 году вернулся в Македонию и сразу стал участвовать в работе партийных организаций по подготовке к вооруженной борьбе. В июле 1942 арестован болгарской полицией. После выхода из тюрьмы в 1943 году, был секретарём райкома КПЮ в Штипе, комиссаром первой оперативной зоны, секретарём райкома КПМ в Скопье, членом Бюро ЦК КПМ, членом командования пятой оперативной зоны. Участвовал в работе первой сессии АСНОМ, на которой был избран секретарём Президиума АСНОМ.
После войны Арсов был вице-премьером и министром финансов первого правительства Народной Республики Македонии. С 1948 по 1952 год — член правительства Югославии. С 1953 по 1961 год являлся председателем Исполнительного совета Собрания Социалистической Республики Македонии. Затем на один год (1962-1963) избирается председателем Народного собрания НРМ. С 1967 по 1971 год был председателем республиканского комитета Социалистического союза трудящихся Македонии (преемником которого является Социалистическая партия Македонии).
С 1979 по 1982 год Люпчо Арсов занимал высший пост в Македонии — председателя Президиума СРМ.
Покончил жизнь самоубийством 18 ноября 1986 года.